# Vena ileocólica
La vena ileocólica o vena cólica derecha inferior (TA: vena ileocolica) es una vena que sigue la distribución de la arteria ileocólica y que desemboca en la vena mesentérica superior. Drena el íleon, el colon y el ciego.